# سليمان العيدي
د. سليمان محمد عبد الله العيدي (ولد في عيون الجواء بمنطقة القصيم في 1 رجب 1376هـ / 1 فبراير 1957م)مذيع وإعلامي وأكاديمي سعودي، ويكنى «أبو عبد الله» نسبة لابنه الأكبر عبد الله العيدي، عمل مذيعاً بالتلفزيون السعودي.

## العائلة
متزوج ولديه أربعة أبناء وثلاث بنات. ومن بناته المحامية غادة العيدي.

## التعليم
1. بكالوريوس كلية الشريعة.
2. ماجستير كلية الشريعة من جامعة الإمام محمد بن سعود الإسلامية.[3]
3. دكتوراه في الإعلام من كلية الدعوة والإعلام في جامعة الإمام محمد بن سعود الإسلامية عام 2007م.[4]

## دخوله الإعلام
يقول د. سليمان العيدي «دخلت أروقة الإذاعة والتلفزيون بعد صراع 8 أشهر مع بعض المسئولين عن الإذاعة والتلفزيون حينها ولكن الصبر والتحمل طريقان للنجاح .»

## برامج قدمها
قدم العديد من البرامج ومن أبرزها:
- مسابقة رمضان للكبار.
- فتاوى على الهواء بالتلفزيون السعودي.
- لقاء الجمعة في القناة الأولى (التلفزيون السعودي).
- مذيع نشرة الأخبار.

## أعماله
1. وكيل الوزارة المساعد لشؤون التلفزيون (سابقا).[5]
2. كُلف مستشاراً إعلامياً بالرئاسة العامة لشؤون المسجد الحرام والمسجد النبوي في أغسطس 2021.[6]
3. المشرف العام لقناتي القرآن الكريم والسنة النبوية.
4. أستاذ غير متفرغ كلية الشريعة.